# Buellia succedens
Buellia succedens är en lavart som först beskrevs av William Nylander och som fick sitt nu gällande namn av Johann Franz Xaver Arnold 1870. 
Buellia succedens ingår i släktet Buellia och familjen Caliciaceae. Inga underarter finns listade i Catalogue of Life.